# 最後一發 (2004年電影)
《最後一發》（英語：The Last Run）是一部由乔纳森·西格尔执导，弗萊德·薩維奇、艾美·亞當斯和史提芬·帕斯夸爾主演的2004年美国剧情喜剧电影。